# Černíny (železniční zastávka)
Černíny jsou železniční zastávka na trati Kutná Hora – Zruč nad Sázavou. Zastávka se nachází v obci Černíny, okres Kutná Hora, v blízkosti přejezdu P5989. 

## Historie
Zastávka byla uvedena do provozu roku 1932 pod názvem Vidlák. V roce 1939 zastávka získala německé jméno Widlak. V roce 1945 zastávka obdržela svůj původní český název, v roce 1961 byla ovšem přejmenována na Černíny.

## Popis
V zastávce se nachází dřevěný přístřešek, dále je zastávka vybavena osvětlením. Nástupiště je tvořeno štěrkem a pevnou hranou. V zastávce se nenachází žádný informační systém, rozhlas ani služby.[zdroj?]